# Milich Pražský
Milich Pražský (německy Müelich či Müllich von Prag, (* kolem roku 1285 zřejmě v Praze – kolem roku 1350 tamtéž) byl český minesengr.

## Život a činnost
O životě Milicha Pražského není mnoho známo. Zachovaly se pouze jeho čtyři básně, dvě z nich i s melodií. Zřejmě byl také autorem většího počtu písní, které se těšily velké oblibě, žádná z nich se však nedochovala.